# فابیان روتلر
فابیان روتلر (فرانسوی: Fabienne Reuteler‎؛ زادهٔ ۲ سپتامبر ۱۹۷۹) اسنوبردسوار اهل سوئیس است.